# Valdemoro
Valdemoro – miasto położone ok. 27 km na południe od Madrytu. Obecnie jest jednym z najszybciej rozwijających się miast w Regionie Autonomicznym w Madrycie w Hiszpanii. Miasto jest bardzo dobrze skomunikowane ze stolicą, do którego prowadzi autostrada A-4. W mieście znajduje się stacja linii  kolei regionalnej Cercanías Madrid. W mieście ulokowanych jest wiele krajowych i międzynarodowych przedsiębiorstw oraz firm m.in. El Corte Inglés. Znajdują się tutaj koszary Straży Obywatelskiej oraz znajduje się tu Colegio de Guardias Jóvenes Duque de Ahumada - dom otwarty dla dzieci oraz sierot poległych gwardzistów. Głównym centrum kultury w Valdemoro jest Centro Cultural Juan Prado. Centro obejmuje salę wystaw, bibliotekę, Teatr Miejski Juan Prado oraz biura Departamentu Kultury, Turystyki i Dziedzictwa Kulturowego.

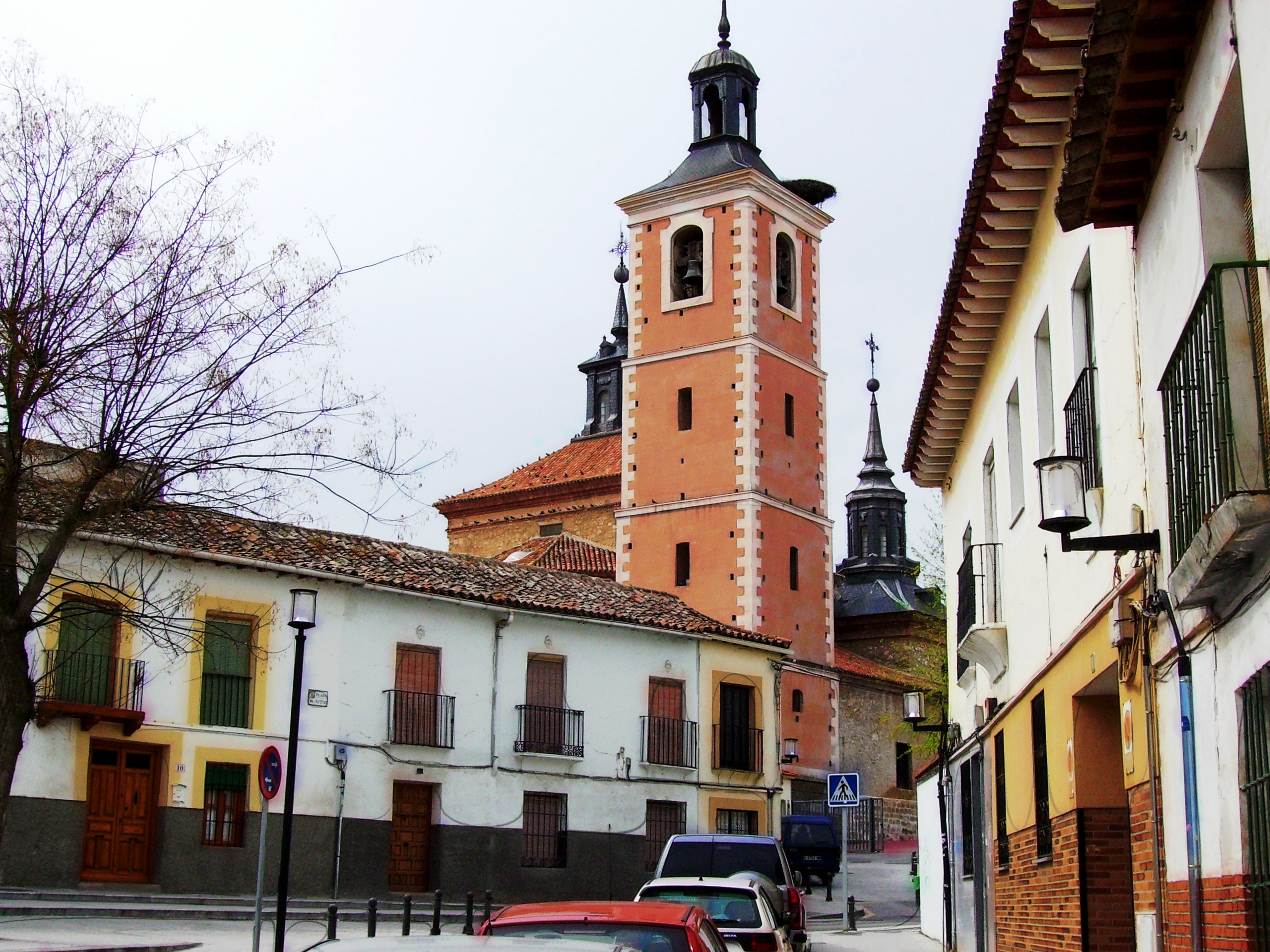
Wieża kościoła parafialnego Nuestra Señora de la Asunción